# 南疆艾舞蛛
南疆艾舞蛛（学名：Eusparassus nanjiangensis）为巨蟹蛛科艾舞蛛属的动物。在中国大陆，分布于新疆等地，多栖息于葡萄棚架下以及亦见于房屋内。该物种的模式产地在新疆。